# Arenzana de Arriba
Arenzana de Arriba – gmina w Hiszpanii, w prowincji La Rioja, w La Rioja, o powierzchni 5,92 km². W 2011 roku gmina liczyła 34 mieszkańców.